# Merla becnegra oriental
La merla becnegra oriental (Turdus arthuri) és un ocell de la família dels túrdids (Turdidae).

## Hàbitat i distribució
Habita boscos i sabanes de les terres baixes del sud-est de Veneçuela, Guyana, Surinam, est de Colòmbia i oest de l'Amazònia del Brasil.